# Eric Carmen
Eric Howard Carmen, född 11 augusti 1949 i Cleveland, Ohio, död i mars 2024, var en amerikansk sångare, låtskrivare, gitarrist och klaviaturspelare. 
Carmen inledde sin karriär i gruppen Cyrus Erie som bildades 1967. Senare blev han medlem i powerpop-bandet Raspberries som 1972 hade en hit med "Go All the Way". Efter att bandet upplösts 1975 satsade Carmen istället på en solokarriär. Hans debutalbum Eric Carmen (1975) innehöll hitarna "All by Myself" och "Never Gonna Fall in Love Again". Bland hans övriga solohitar finns "Hungry Eyes", som fanns med i filmen Dirty Dancing (1987) och "Make Me Lose Control" från 1985.
Carmen föddes i Cleveland i Ohio och växte upp i Lyndhurst i Cuyahoga County i samma delstat.

## Diskografi
Album med Raspberries
- 1972 – Raspberries
- 1972 – Fresh Raspberries
- 1973 – Side 3
- 1974 – Starting Over
- 1976 – Raspberries Best
- 2007 – Live On Sunset Strip

Album med Euclid Beach Band
- 1979 – Euclid Beach Band

Soloalbum
- 1975 – Eric Carmen
- 1977 – Boats Against the Current
- 1978 – Change of Heart
- 1980 – Tonight You're Mine
- 1984 – Eric Carmen
- 1988 – The Best of Eric Carmen
- 1997 – Definitive Collection
- 1999 – All By Myself - The Best Of Eric Carmen
- 2000 – I Was Born to Love You
- 2014 – The Essential Eric Carmen

Singlar (topp 10 på Billboard 100)
- 1972 – "Go All the Way" (#5)
- 1975 – "All by Myself" (#2)
- 1987 – "Hungry Eyes" (#4)
- 1988 – "Make Me Lose Control" (#3)

Samlingsalbum
- 1988 – The Best of Eric Carmen
- 1997 – Definitive Collection